# Chiococca henricksonii
Chiococca henricksonii är en måreväxtart som beskrevs av Marshall Conring Johnston. Chiococca henricksonii ingår i släktet Chiococca och familjen måreväxter. Inga underarter finns listade i Catalogue of Life.